# Cuatro hitokiri del Bakumatsu
Los cuatro hitokiri del Bakumatsu (幕末四大人斬り Bakumatsu Shidai Hitokiri?) era un término dado a cuatro samurái durante el periodo conocido como Bakumatsu en la historia de Japón (final del régimen Tokugawa: 1853-1868). Los cuatro hombres eran Kawakami Gensai, Kirino Toshiaki (también conocido como Nakamura Hanjirō), Tanaka Shinbei y Okada Izō. Ellos se opusieron al shogunato Tokugawa y posteriormente apoyaron al Emperador Meiji. Estos cuatro samurái eran guerreros de élite y ampliamente considerados como invencibles por la gente común. La palabra hitokiri literalmente significa «asesino de hombres» (男性の殺人者 Dansei no satsujin-sha?). 

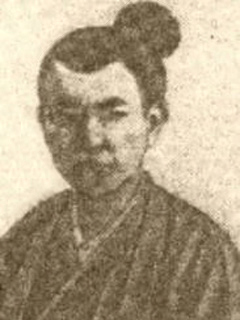
El samurai Kawakami Gensai

Junto con el título de hitokiri, los cuatro hombres también eran llamados «Los cuatro destajadores» (4肉屋 4 Nikuya?) o «La venganza del cielo contra los enemigos de la restauración imperial» (皇室の復元の敵スカイ復讐 Kōshitsu no fukugen no teki sukai fukushū?). La mayoría de ellos venían del dominio Chōshū-Satsuma, dominios que eran ampliamente anti-Tokugawa en ese tiempo.